# Dick Harter
Richard Alvin "Dick" Harter , (nacido el 14 de octubre de 1930 en Pottstown, Pensilvania y fallecido el 12 de marzo de 2012 en Hilton Head Island, Carolina del Sur) fue un entrenador de baloncesto estadounidense de la NCAA y de la NBA.

## Trayectoria
- Germantown Academy
- Universidad de Pensilvania (1958-1965), (Asist.)
- Universidad de Rider  (1965-1966)
- Universidad de Pensilvania (1966-1971)
- Universidad de Oregón (1971-1978)
- Universidad Estatal de Pensilvania  (1978-1983)
- Detroit Pistons (1983-1986), (Asist.)
- Indiana Pacers (1986-1988), (Asist.)
- Charlotte Hornets (1988-1990)
- New York Knicks (1991-1994), (Asist.)
- Portland Trail Blazers (1994-1997), (Asist.)
- Indiana Pacers (1997-2000), (Asist.)
- Boston Celtics (2001-2004), (Asist.)
- Philadelphia 76ers (2004-2005), (Asist.)
- Indiana Pacers (2007-2010), (Asist.)